# کاروانه (بروجرد)
کاروانه (بروجرد)، روستایی از توابع بخش مرکزی شهرستان بروجرد در استان لرستان ایران است.

## جمعیت
این روستا در دهستان شیروان قرار دارد و براساس سرشماری مرکز آمار ایران در سال ۱۳۸۵، جمعیت آن ۴۱۹ نفر (۹۴خانوار) بوده‌است.